# Zemský okres Kelheim
Zemský okres Kelheim (německy Landkreis Kelheim) je okres v německé spolkové zemi Bavorsko, ve vládním obvodě Dolní Bavorsko. Sídlem okresu je město Kelheim.

## Města a obce
| Města | Obce |
| --- | --- |
| 1. Abensberg 2. Kelheim 3. Mainburg 4. Neustadt an der Donau 5. Riedenburg Obce s tržním právem (Markt) 1. Bad Abbach 2. Essing 3. Langquaid 4. Painten 5. Rohr in Niederbayern 6. Siegenburg | 1. Aiglsbach 2. Attenhofen 3. Biburg 4. Elsendorf 5. Hausen 6. Herrngiersdorf 7. Ihrlerstein 8. Kirchdorf 9. Saal an der Donau 10. Teugn 11. Train 12. Volkenschwand 13. Wildenberg |

## Sousední okresy
| Růžice kompasu | Neumarkt in der Oberpfalz |                      | Řezno    | Růžice kompasu |
| Růžice kompasu | Eichstätt                 | Sever                |          | Růžice kompasu |
| Růžice kompasu | Eichstätt                 | Zemský okres Kelheim |          | Růžice kompasu |
| Růžice kompasu | Eichstätt                 | Jih                  |          | Růžice kompasu |
| Růžice kompasu | Pfaffenhofen an der Ilm   | Freising             | Landshut | Růžice kompasu |